# Захват буровых платформ «Черноморнефтегаза»

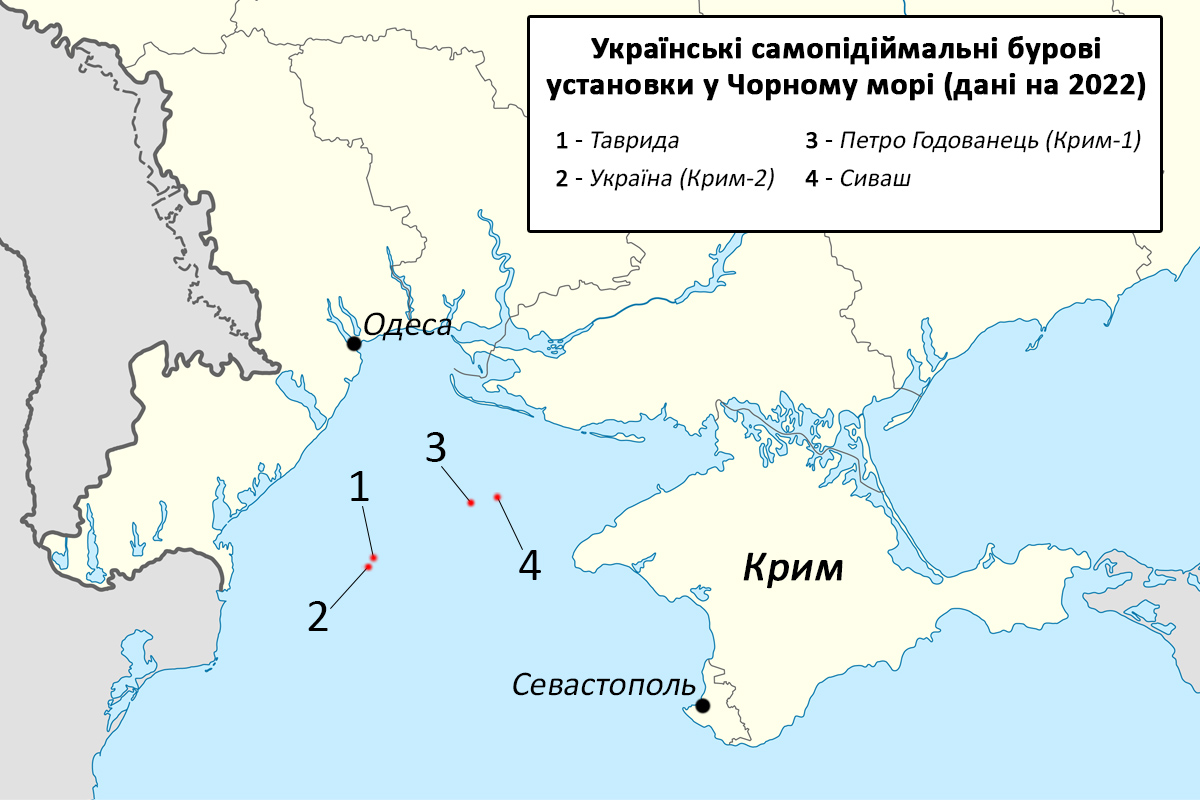
Украинские самоподъёмные буровые установки в Чёрном море (по состоянию на 2022 год)

В марте 2014 года, во время российской интервенции в Крым, подразделениями Вооруженных сил Российской Федерации были захвачены принадлежавшие «Черноморнефтегазу» буровые вышки (известные также как «вышки Бойко» по имени Юрия Бойко, во время работы которого министром энергетики «Черноморнефтегаз» приобрёл их по завышенным ценам, что дало повод СМИ заподозрить коррупцию в сделках) «Пётр Годованец» и «Украина», которые россиянами были названы «Крым-2» и «Крым-1». Вышки находились в прилегающей к территориальным водам Украины зоне на Одесском газовом месторождении.
В декабре 2015 года буровые платформы были перемещены в Голицинское месторождение у побережья Крыма.
Согласно докладу украинских экспертов, после захвата платформ РФ разместила на них радиолокационные системы.
В 2022 году во время российского вторжения на Украину ВСУ нанесли ракетный удар по платформам.
13 сентября 2023 года главное управление разведки Министерства обороны Украины сообщило, что «вышки Бойко», а также две другие самоподъёмные буровые установки, вернулись под украинский контроль.

## Предыстория
По сообщению министра энергетики и угольной промышленности Украины Юрия Продана, Украина инвестировала в «Черноморнефтегаз» порядка 12 млрд гривен. На морском шельфе Одесского газового месторождения были размещены две самоподъемные плавучие буровые установки: В312 — «Петр Годованец» (построенная в 2010 году) и В319 — «Украина» (построенная в 2012 году). Вместе с буровыми вышками были куплены два новых шельфовых судна — буксиры «Фёдор Урюпин» и «Мыс Тарханкут».
В феврале-марте 2014 года полуостров Крым был занят российскими военными без знаков различия.

## Захват платформ
19 марта 2014 года министр энергетики Украины Юрий Продан сообщил, что две буровые установки, принадлежавшие украинской компании «Черноморнефтегаз», были захвачены российскими войсками. Украинский флот и пограничная служба не вели сопротивления захвату.
Расследование «Информнапалма», обнародованное в сентябре 2015 года, выявило, что буровые установки были захвачены десантниками 104-го десантно-штурмового полка Воздушно-десантных войск РФ. Главным фигурантом расследования стал военнослужащий полка Иван Козлов.
Ориентировочно в конце октября — начале ноября 2015 года на вышках были выключены транспондеры — система идентификации судов AIS, передающая габариты, курс и другие данные в радиоэфир.
7-8 декабря 2015 года вышки были отбуксированы на Голицинское месторождение к побережью Крыма, что было установлено благодаря анализу перемещения захваченных ранее украинских буксиров «Фёдор Урюпин» и «Мыс Тарханкут». Буровые платформы во время транспортировки сопровождались сторожевым катером Пограничной службы ФСБ России и ракетным катером Черноморского флота, которые отогнали попавшееся им на пути турецкое судно. В национализированном Россией «Черноморнефтегазе» заявили, что вышки переместили из-за «сложной международной обстановки и риска потери жизненно важных активов».
Согласно информации, озвученной старшиной первой статьи Военно-морских сил Украины Николаем Пархоменко, 15 декабря 2015 корабль «Переяслав» и водолазное судно «Нетешин» ВМС Украины срочно вышли в море в район вышек. Первым на место прибыл «Нетешин», которому преградил путь российский пограничный сторожевой корабль проекта 22460 «Аметист» (бортовой номер 055). В ответ на попытку капитана «Нетешина» по радиосвязи выяснить цель пребывания российского корабля в экономических водах Украины с «Аметиста» поступили требования украинскому кораблю покинуть район, после чего прибыл российский ракетный катер проекта 12411 «Р-109» (бортовой номер 952), подошедший к «Нетешину» на расстояние ста метров и продемонстрировавший готовность атаковать. На борту «Нетешина» сыграли боеготовность 1, но с Южной военно-морской базы в Николаеве было приказано отойти, после чего «Нетешин» покинул район. По словам Пархоменко, также в инциденте участвовал российский ракетный катер проекта 12417 «Шуя» (бортовой номер 962), «Переяслав» же не успел прибыть к месту к моменту отхода «Нетешина».
Очередное расследование Информнапалма, опубликованное 8 января 2016 года, показывает, что вышки к тому времени до сих пор находились под охраной российских десантников, а также военнослужащих 25-го полка спецназначения ГРУ и морской пехоты РФ.

## Расследования и судебные дела
1 апреля 2014 года Генеральная прокуратура Украины начала расследование в рамках уголовного дела по факту захвата украинских государственных вышек. В результате ходатайства старшего следователя решением Печерского районного суда Киева от 23 декабря 2015 года был наложен арест на буровые установки «Пётр Годованец» и «Украина».
В 2016 году компания «Нафтогаз Украины» инициировала арбитражное производство против России с требованием возместить убытки, причиненные захватом активов «Черноморнефтегаза». 21 февраля 2022 года международный арбитражный суд в Гааге начал слушания по делу о подсчёте размера убытков.

## Последующие инциденты
В начале декабря 2016 года, по словам военного прокурора Украины Анатолия Матиоса, ракетный катер ВМФ РФ заставил отойти корабль Государственной пограничной службы Украины. По сообщению российских СМИ, буровые установки охранял фрегат «Пытливый». Согласно заявлениям украинских военных, «нарушая установленные международные правила мореходства», российское командование контролируемых ими «украинских буровых платформ» отказалось отвечать на общепринятом радиочастотном канале по запросам украинских пограничников.
27 января 2017 водолазное судно «Почаев» Военно-морских сил Украины было обстреляно из захваченной буровой вышки, пресс-служба опубликовала фото повреждений корабля.
1 февраля 2017 года транспортный самолёт Ан-26 Вооружённых сил Украины, находясь в исключительной (морской) экономической зоне Украины, был обстрелян из захваченной вышки стрелковым оружием.
По состоянию на март 2020 года Морская охрана ГПСУ фиксировала факты «осуществления незаконной деятельности РФ в исключительной (морской) экономической зоне Украины»: во время планового патрулирования и контроля за соблюдением законодательства Украины в прилегающей и исключительной (морской) экономической зоне тактической группой кораблей Морской охраны Госпогранслужбы поддержки пограничной авиации обследовали, в том числе, районы газоконденсатных месторождений. В Одесском месторождении были обнаружены самоподъемные плавучие буровые установки (СПБУ) «Украина», переименованная российскими властями в «Крым-1», и СПБУ «Таврида». На обеих буровых установках имелись признаки продолжения промышленной деятельности, а также подняты российские флаги. С приближением к месторождению на 5 морских миль, наблюдательная вахта кораблей Морской охраны распознала ракетный катер «Ивановец» ЧФ РФ, патрулировавший рядом.

## Оборудование радарными системами
Согласно докладу украинских военных и энергетических экспертов, после захвата платформ РФ разместила на них по меньшей мере три радиолокационные системы. Расследование журналистов обнаружило, что в 2019 году «Черноморнефтегаз», российская государственная компания, добывающая газ в Чёрном море, заказала запасные части для тех же радиолокационных систем, которые указаны в докладе украинских экспертов. Радары могли контролировать практически весь северный район Чёрного моря, включая суда, заходящие или выходящие из украинских портов. Радары предоставляли информацию в режиме реального времени Черноморскому флоту России в Крыму и пограничному подразделению Федеральной службы безопасности России (ФСБ).

## Украинские атаки
20 июня во время российского вторжения Украина нанесла ракетный удар (по другим данным — авианалёт) по платформам. Удар вызвал крупный пожар, три человека получили ранения, семеро числились пропавшими без вести. Целью удара, возможно, было уничтожение российского разведывательного оборудования, которое, как считается, установлено на платформах. «На этих платформах Россия организовала небольшие гарнизоны и хранила оборудование для противовоздушной обороны и радиолокационная разведки. Они превратились в фортификационные пункты, которые помогали россиянам достичь полного контроля над северо-западной частью Чёрного моря», — сказал украинский чиновник. В качестве мести, по сообщениям РФ, российские войска ударили по аэродрому под Одессой, по данным Украины — ракетным ударом разрушили склад продовольствия в одном из портов.
В августе 2023 года в результате рейда украинского спецназа на платформу были захвачены российские радары, которые использовались для контроля над этой частью акватории, а также одна из современных российских систем радиоэлектронной борьбы.